# Onthophagus caelator
Onthophagus caelator là một loài bọ cánh cứng trong họ Bọ hung (Scarabaeidae).